# Chris Heunis
Jan Christiaan „Chris” Heunis (Uniondale, 1927. április 20. – Somerset West, 2006. január 27.) dél-afrikai ügyvéd, politikus, a Nemzeti Párt tagja, valamint John Vorster és P.W. Botha kormányának minisztere.

## Ifjúkora
Heunis 1927-ben született Uniondale-ben, Fokföld tartományban (ma Nyugat-Fokföld). George-i tanulmányait követően 1951-ben ügyvéd lett. Ezzel egyidőben politikai karriert folytatott, és George körzetben a Nemzeti Párt vezetője, valamint a községi tanács tagja lett. 1959-ben beválasztották a Tartományi Tanácsba.
Heunist 1970-ben a Nemzetgyűlés tagjává választották, 1974-ben pedig idegenforgalmi miniszter lett John B. Vorster kormányában. 1975-ben gazdasági miniszter lett. 1979-ben a Botha-kormány tagjaként részt vett az új alkotmány előkészítésében, 1982-ben pedig az alkotmányreform minisztere lett. Ebben a szerepkörben létrehozta a háromkamarás parlamentet, szavazati jogot adott a kevert etnikumúaknak és az indiánoknak, a dél-afrikai parlament külön kamaráiban.
1989 elején ideiglenes államelnöki tisztséget töltött be, amikor Pieter Botha agyvérzést szenvedett.

## Fordítás
Ez a szócikk részben vagy egészben  a   Chris Heunis című angol Wikipédia-szócikk ezen változatának fordításán alapul.  Az eredeti cikk szerkesztőit annak laptörténete sorolja fel. Ez a jelzés csupán a megfogalmazás eredetét és a szerzői jogokat jelzi, nem szolgál a cikkben szereplő információk forrásmegjelöléseként.